# 戈亚斯州佩特罗利纳
戈亚斯州佩特罗利纳（葡萄牙語：Petrolina de Goiás）是巴西戈亚斯州的一个市镇。总面积540.451平方公里，总人口10115人，人口密度18.7人/平方公里。